# Майті Вондерерз
Футбольний клуб «Майті Вондерерз» (англ. Mighty Wanderers Football Club) — малавійський професійний футбольний клуб, який базується в місті Блантайр. Клуб був заснований у 1962 році, та грає домашні матчі на стадіоні «Камузу» місткістю 65 тисяч глядачів. До 2022 року клуб мав назву «Бі Форвард Вондерерз». «Майті Вондерерз» грає в Малавійській Суперлізі, найвищому дивізіоні країни, та є одним із найтитулованіших клубів країни, команда 6 разів ставала чемпіоном країни, також клуб тричі ставав володарем Кубка Малаві.

## Титули і досягнення
- Чемпіон Малаві (6): 1990, 1995, 1997, 1998, 2006, 2017
- Володар Кубка Малаві (3): 2005,2012, 2013
- Володар Суперкубку Малаві (4): 2004, 2006, 2016, 2019